# Сітно (Семполенський повіт)
Сітно (пол. Sitno) — село в Польщі, у гміні Сошно Семполенського повіту Куявсько-Поморського воєводства.
Населення — 489 осіб (2011).
У 1975-1998 роках село належало до Бидгощського воєводства.

## Демографія
Демографічна структура станом на 31 березня 2011 року:
|          | Загалом | Допрацездатний вік | Працездатний вік | Постпрацездатний вік |
| -------- | ------- | ------------------ | ---------------- | -------------------- |
| Чоловіки | 256     | 64                 | 180              | 12                   |
| Жінки    | 233     | 53                 | 143              | 37                   |
| Разом    | 489     | 117                | 323              | 49                   |